# Francesc de Solsona
|  | No s'ha de confondre amb Francesc Solsona. |

Francesc de Solsona (?, segle xv - ?, segle xvi) fou canonge de Lleida, de Barcelona i de Tarragona, i President de la Generalitat de Catalunya (1527-1530). Fou nomenat president de la Generalitat el 22 de juliol de 1527. El seu va ser un període caracteritzat pels casos de corrupció detectats entre els oficials de la Generalitat dedicats a la recaptació. També varen sovintejar els enfrontaments amb la Inquisició. Al final del trienni, el 1530, Catalunya va patir un fort episodi de pesta que obligaren als diputats a deixar Barcelona i traslladar-se a Manresa. Exercí com a procurador del bisbe de Barcelona Joan de Cardona (1542).